# Fridolin Glarner
Fridolin Glarner (* 24. März 1762 in Glarus; † 8. Dezember 1849 in Rapperswil, reformiert, heimatberechtigt in Rapperswil) war ein Schweizer Unternehmer. 

## Leben
Fridolin Glarner wurde am 24. März 1762 in Glarus als Sohn des Tuchmachers Johann Heinrich Glarner geboren. Der Fabrikant Fridolin Glarner gründete 1796 mit seinem Bruder Johann Heinrich (* 1769, † 1855) in Glarus die Baumwolldruckerei Gebrüder Fridolin & Heinrich Glarner, an der sich auch ihr Cousin Johann Heinrich beteiligte. Im Unternehmen wurden Krappwaren, Châles und Trauerkattunen gefertigt. Nach einer Erweiterung im Jahr 1816, spaltete sie sich in zwei Betriebe auf, die ihre Produktion 1835 beziehungsweise 1836 einstellen mussten.
Fridolin Glarner war in erster Ehe mit Anna Maria, der Tochter des Handelsmanns Peter Marti, verheiratet, in zweiter Ehe mit Rosina, der Tochter des Richters Rudolf Weber. Er verstarb am 8. Dezember 1849 in seinem 88. Lebensjahr in Rapperswil.